# Jeanne Favret-Saada
Pour les articles homonymes, voir Favret et Saada.
Jeanne Favret-Saada, née en 1934 dans le protectorat français de Tunisie, est une ethnologue française. Agrégée de philosophie en 1958, elle s'oriente vers le champ anthropologique où elle sera principalement reconnue pour ses ouvrages sur la sorcellerie rurale en France.

## Biographie
Originaire de la communauté juive de Sfax, dans le Sud tunisien, elle obtient l'agrégation de philosophie à Paris en 1958.
L’ethnologue appartient à la famille Saada, qui sont issus des tribus indigènes qui habitaient en Tunisie pendant la conquête coloniale de 1881. Son grand-père était le président des communautés du Sud de Tunisie, et son père par la suite occupera cette même position.
En raison de son appartenance à une grande famille juive ayant la nationalité française au contraire des autres juifs en Tunisie, Saada s’intéresse à l’anthropologie, à la suite de son agrégation de philosophie. Elle cherche à découvrir plusieurs aspects politiques et sociaux de l’histoire de sa famille et notamment pourquoi les Saada sont les seuls parmi les juifs de Sfax à avoir la nationalité française. Son père, Georges Favret-Saada, est en effet un philosophe français, engagé politiquement, ayant contribué à des domaines tels que la philosophie sociale et politique [réf. souhaitée]. Elle décide de partir en France pour étudier la philosophie à la Sorbonne Université, puis elle devient anthropologue après quelques années de formation, comme c’était le cas de beaucoup d’autres philosophes pendant ce temps comme Pierre Clastres et Hélène Clastres.
Elle finit ses études en 1959, et commence sa carrière professionnelle dans cette même année quand elle part à Alger avec son époux. Elle donne naissance à son premier enfant en 1960, et son second en 1961 pendant qu’elle travaille à l’Université d’Alger.

## Parcours professionnel

### En Algérie
Pendant l’été de 1959, l’ethnologue part à Alger où son époux est chargé d’accomplir son service militaire. Pierre Bourdieu, alors en poste à l’Université d’Alger demande à Jeanne Favret-Saada de le remplacer. À 25 ans, Saada devient donc assistante à la Faculté des Lettres d’Alger. Elle y enseigne l’ethnologie de l’Algérie et la philosophie de Karl Marx, tout en attendant l’opportunité de devenir ethnologue de terrain après la fin de la Guerre d'Algérie.
En 1962, dans un contexte de fin de la Guerre d’Algérie, l’enseignement des théories marxistes menace la vie de l’ethnologue. Elle reçoit des menaces de mort de la part de l’OAS (Organisation Armée Secrète), et des individus la suivent à plusieurs moments pour la menacer.
Après l’indépendance de l’Algérie en 1962, Saada se rend compte de la possibilité de travailler sur le terrain. Cette même année, pendant l’été, l’ethnologue rencontre à Paris Margaret Mead avec laquelle elle discute des enjeux politiques pour les juifs en Tunisie. Elle poursuit son enseignement à Alger et forme une équipe d’ethnologues enquêteurs composée d’Algériens et de « pieds-rouges ».
Saada arrive à circuler dans les campagnes algériennes notamment grâce à des anciens officiers de l’ALN qui l’accompagnent. Elle avait pour objectif de découvrir et observer les lieux qui sont touchés par la révolution à cette époque. Elle apprend sur les enjeux politiques, tout en faisant un travail anthropologique d’observation de ces insurrections et révolutions dans de nombreuses campagnes algériennes. En 1964, une enquête sur la réorganisation démocratique des comités d’autogestion ruraux est inachevée à cause des tensions politiques à l’époque et à la réalisation par ses enquêteurs de son origine juive, et l'ethnologue décide de rentrer en France.

### En France
Elle rentre en France en 1964 avec sa famille et elle assiste aux séminaires de Claude Lévi-Strauss sur la mythologie, tout en rédigeant ses propres articles. Saada obtient en 1965 la bourse de la Wenner Gren Foundation for Anthropological Research. En 1966, elle devient membre du Laboratoire d’Ethnologie et Sociologie Comparative à Nanterre (LESC).
En 1968, un article anthropologique de Saada intitulé « La segmentarité au Maghreb », achevé en 1966, est publié par la revue L’Homme. Ce texte analyse les politiques de Kabylie du XIXe siècle, qui seront aussi analysées aussi par Pierre Clastres plus tard. Ne pouvant poursuivre son terrain en Kabylie, elle décide de changer sa spécialisation, mais tout en continuant à avoir une ambition de devenir ethnologue de terrain en Algérie. En 1969, elle commence à travailler dans une région bocagère dans le Nord-Ouest de la France. Elle s’installe à Vaucé (renommé Saint-Auvieux par souci d'anonymisation) avec ses enfants afin de commencer son travail de terrain en Mayenne. C’est à partir de cette année que l’ethnologue commencera le parcours de 20 ans durant lesquels elle passe son temps à analyser le phénomène de la sorcellerie et à faire de la thérapie.
Depuis son installation en France, l'ethnologue apporte beaucoup à l’anthropologie religieuse dans les années 1970 et 1980.

## Travaux anthropologiques
Dans les années 1970, elle engage une enquête sur la sorcellerie paysanne dans le bocage mayennais. Ses recherches sur le terrain l'absorbent plus qu'elle ne s'y attendait, et elle y consacre trois ans. Elle rédige un ouvrage à partir de son expérience, Les Mots, la Mort, les Sorts (1977), qui dévoile la complexité des pratiques d'ensorcellement et de désorcellement.
Favret-Saada décrit notamment des pratiques de « désorcellement » permettant d'éviter la transformation d'accusations et contre-accusations en violence physique, du moins tant qu'aucune autorité n’intervient pour établir à son tour la vérité sur ce qui s’est passé. Une forme de suspension épistémologique peut être recherchée. Favret-Saada étudie et explique également les différentes formes de justification de la violence. Elle rapporte l'anecdote d'une personne accusée de pratiquer la sorcellerie, qui, plutôt que de simplement réfuter l'accusation, cherche à prouver son innocence en faisant appel à des pratiques magiques pour contrer les sorts supposés.
Ces recherches l'ont aussi conduite vers la pratique psychanalytique avec Josée Contreras dans le but de comprendre le fonctionnement du système de la sorcellerie et leur impact sur les personnes qui y sont impliquées (Corps pour corps, 1981). Ce faisant, elle s'intéresse à une ethnologie des thérapies. En 1986, elle devient directrice à l’École Pratique des Hautes Études et chaire de l’ethnologie religieuse européenne.
Dans les années 1990, ses travaux portent sur les accusations de blasphèmes contemporains (notamment la fatwa contre Salman Rushdie).
En 2004, elle fait paraître, en collaboration avec Josée Contreras, Le christianisme et ses Juifs, 1800-2000, qui, à partir de l'analyse de représentations traditionnelles de la Passion à Oberammergau en Bavière au XIXe siècle, étudie l'image des Juifs dans le catholicisme et dans l'histoire. En 2006, elle publie un article intitulé Un pape à Auschwitz dans la revue Vacarme.
En 2007, Jeanne Favret-Saada publie Comment produire une crise mondiale avec douze petits dessins. Ce livre est le fruit d'une enquête sur l'affaire dite des caricatures de Mahomet du journal Jyllands-Posten, que l'ethnologue a menée, entre autres, dans son lieu d'origine, le Danemark, où elle a rencontré plusieurs protagonistes du conflit.
En 2009, l'anthropologue, qui avait annoncé en 1977 une suite à son ouvrage Les Mots, la Mort, les Sorts, publie Désorceler. Reprenant les matériaux sur la sorcellerie dans le Bocage qu'elle avait collectés, elle montre notamment comment l'action d'un désorceleur peut être qualifiée de thérapie du collectif familial des exploitants d'une ferme. Elle analyse aussi comment une désorceleuse, Madame Flora, a inventé un dispositif thérapeutique à partir du jeu de tarot de mademoiselle Lenormand. Elle propose enfin de reconsidérer la notion d'affect pour repenser l'anthropologie des thérapies, et plus largement les rapports à l'expérience ordinaire impliqués par l'enquête anthropologique.
Jeanne Favret-Saada a fait partie du comité de lecture de la revue Prochoix.

### Articles
- Jeanne Favret Saada, Sorcellerie et désorcelement dans le Bocage, L'Histoire, 528, février 2025, pp.12-20.
- Jeanne Favret Saada, Le retour de l’accusation de blasphème est une révolution dans notre vie publique - Entretien avec Arnaud Esquerre -, Analyse, Opinion, Critique (AOC), Collection « Imprimés d’AOC », n° 3, 2020.
- "Au nouveau chic radical : « Laïcité, dégage ! » Sur le livre « La Critique est-elle laïque ? », Mezetulle, le 1 février 2016, URL https://www.mezetulle.fr/au-nouveau-chic-radical-laicite-degage/
- "Ah ! la féline, la sale voisine…" revue Terrain
- "Weber, les émotions et la religion" revue Terrain
- "Enfin au-delà du Pacs" article dans Prochoix

### Avec Josée Contreras
- Corps pour corps : enquête sur la sorcellerie dans le bocage, Gallimard, 1981
- « La thérapie sans le savoir »[10], dans Nouvelle Revue de psychanalyse, no 31, 1985
- « L'embrayeur de violence : quelques mécanismes thérapeutiques du désorcèlement »[10], dans Le Moi et l'autre, Denoël, 1985
- « Ah ! la féline, la sale voisine… »[10], dans Terrain, no 14, 1990
- Le Christianisme et ses juifs : 1800-2000, Paris, Le Seuil, 2004

### Radio
- Cinq entretiens diffusés dans À voix nue, sur France Culture (avril 2009)